# اسپرس پابلند
اسپرس پابلند، اسپرس سبزواری (نام علمی: Onobrychis longipes) نام یک گونه از سرده اسپرس است.